# Rorippa nudiuscula
Rorippa nudiuscula là một loài thực vật có hoa trong họ Cải. Loài này được Thell. miêu tả khoa học đầu tiên.